# Đá Nhạn Gia
Đá Nhạn Gia là một rạn san hô thuộc cụm Sinh Tồn của quần đảo Trường Sa. Đá này nằm về phía đông bắc của đảo Sinh Tồn và về phía tây của đá Bình Khê. Toạ độ của đá Nhạn Gia là 9°53′54″B 114°20′36″Đ.
Đá Nhạn Gia là đối tượng tranh chấp giữa Việt Nam, Đài Loan, Philippines và Trung Quốc. Hiện chưa rõ nước nào thực sự kiểm soát đá này.

## Hình ảnh
| 1 | Đá Gạc Ma     |
| 2 | Đá Trà Khúc   |
| 3 | Đá Len Đao    |
| 4 | Đá Phúc Sĩ    |
| 5 | Đá Văn Nguyên |
| 6 | Đá Ninh Hòa   |
| 7 | Đá Vị Khê     |
| 8 | Sinh Tồn Đông |

| 9  | Đá An Bình   |
| 10 | Đá Ba Đầu    |
| 11 | Đá Đức Hòa   |
| 12 | Đá Bãi Khung |
| 13 | Đá Bình Sơn  |
| 14 | Đá Tư Nghĩa  |
| 15 | Đá Bia       |
| 16 | Đá Ken Nan   |

| 17 | Đá Bình Khê   |
| 18 | Đá Nhạn Gia   |
| 19 | Đảo Sinh Tồn  |
| 20 | Đá Sơn Hà     |
| 21 | Đá Nghĩa Hành |
| 22 | Đá Tam Trung  |
| 23 | Đá Cô Lin     |

| 1 | Đá Gạc Ma     |
| 2 | Đá Trà Khúc   |
| 3 | Đá Len Đao    |
| 4 | Đá Phúc Sĩ    |
| 5 | Đá Văn Nguyên |
| 6 | Đá Ninh Hòa   |
| 7 | Đá Vị Khê     |
| 8 | Sinh Tồn Đông |

| 9  | Đá An Bình   |
| 10 | Đá Ba Đầu    |
| 11 | Đá Đức Hòa   |
| 12 | Đá Bãi Khung |
| 13 | Đá Bình Sơn  |
| 14 | Đá Tư Nghĩa  |
| 15 | Đá Bia       |
| 16 | Đá Ken Nan   |

| 17 | Đá Bình Khê   |
| 18 | Đá Nhạn Gia   |
| 19 | Đảo Sinh Tồn  |
| 20 | Đá Sơn Hà     |
| 21 | Đá Nghĩa Hành |
| 22 | Đá Tam Trung  |
| 23 | Đá Cô Lin     |

| 1 | Đá Gạc Ma     |
| 2 | Đá Trà Khúc   |
| 3 | Đá Len Đao    |
| 4 | Đá Phúc Sĩ    |
| 5 | Đá Văn Nguyên |
| 6 | Đá Ninh Hòa   |
| 7 | Đá Vị Khê     |
| 8 | Sinh Tồn Đông |

| 9  | Đá An Bình   |
| 10 | Đá Ba Đầu    |
| 11 | Đá Đức Hòa   |
| 12 | Đá Bãi Khung |
| 13 | Đá Bình Sơn  |
| 14 | Đá Tư Nghĩa  |
| 15 | Đá Bia       |
| 16 | Đá Ken Nan   |

| 17 | Đá Bình Khê   |
| 18 | Đá Nhạn Gia   |
| 19 | Đảo Sinh Tồn  |
| 20 | Đá Sơn Hà     |
| 21 | Đá Nghĩa Hành |
| 22 | Đá Tam Trung  |
| 23 | Đá Cô Lin     |

| 1 | Đá Gạc Ma     |
| 2 | Đá Trà Khúc   |
| 3 | Đá Len Đao    |
| 4 | Đá Phúc Sĩ    |
| 5 | Đá Văn Nguyên |
| 6 | Đá Ninh Hòa   |
| 7 | Đá Vị Khê     |
| 8 | Sinh Tồn Đông |

| 9  | Đá An Bình   |
| 10 | Đá Ba Đầu    |
| 11 | Đá Đức Hòa   |
| 12 | Đá Bãi Khung |
| 13 | Đá Bình Sơn  |
| 14 | Đá Tư Nghĩa  |
| 15 | Đá Bia       |
| 16 | Đá Ken Nan   |

| 17 | Đá Bình Khê   |
| 18 | Đá Nhạn Gia   |
| 19 | Đảo Sinh Tồn  |
| 20 | Đá Sơn Hà     |
| 21 | Đá Nghĩa Hành |
| 22 | Đá Tam Trung  |
| 23 | Đá Cô Lin     |